# Geisspfadsee
Der Geisspfadsee ist ein oligotrophes Stillgewässer oberhalb des Binntals im Schweizer Kanton Wallis.

## Geographie
Der See liegt sechs Kilometer östlich von Binn auf einer Höhe von 2426 m ü. M. in einer nacheiszeitlichen Gletscherschürfrinne (Glazialerosion) des Alpenhauptkammes. Er ist der oberste einer Kette von Seen und befindet sich oberhalb der Baumgrenze. Nur am nordöstlichen Ende gibt es etwas Vegetation. Die Ufer bestehen überwiegend aus groben Geröll. Westlich unterhalb liegen der Züesee und der Mässersee, die ebenso alle über den Mässerbach nach Nordwesten zur Binna hin entwässern. 
Abgesehen von einem 200 m langen Gebirgsbach, der dem See am Nordufer zufliesst, bezieht er sein Wasser ausschliesslich aus Niederschlägen und dem Schmelzwasser aus den umliegenden Bergen, er ist also ein sogenannter Himmelsteich. 
Gleich 100 Meter südlich des Südufers verläuft die politische Grenze zwischen der Schweiz und Italien entlang des Gebirgszuges. Diese natürliche Grenze bildet auch die Rhône-Po-Wasserscheide.

## Natur
Die Umgegend des Sees ist geprägt von einer kargen Flora und es gibt keinen Fischbestand in dem Gewässer. Bemerkenswert ist allerdings das üppige Vorkommen des Brachsenkrautes. Die natürliche Fauna bietet Alpenmurmeltier,  Ziegenartige, Habichtartige wie z. B. Steinadler und einige robuste Schlangenarten.

## Zugang
Das Gelände ist ganzjährig frei zugänglich. Von Süden und Osten her führt der namensstiftende Geisspfad, ein ehemaliger Schmugglerpfad, über den Geisspfadpass dorthin. Von Nordwesten her ist der Aufstieg für trittsichere Wanderer auch von Fäld aus entlang des Kerbtales des Mässerbaches möglich. Die Nordlagen sind dort auch im Juli und August nicht Schnee- und Eisfrei, dennoch erwärmt sich das Gewässer in den Flachzonen im Hochsommer bis auf badefreundliche 22 °C.

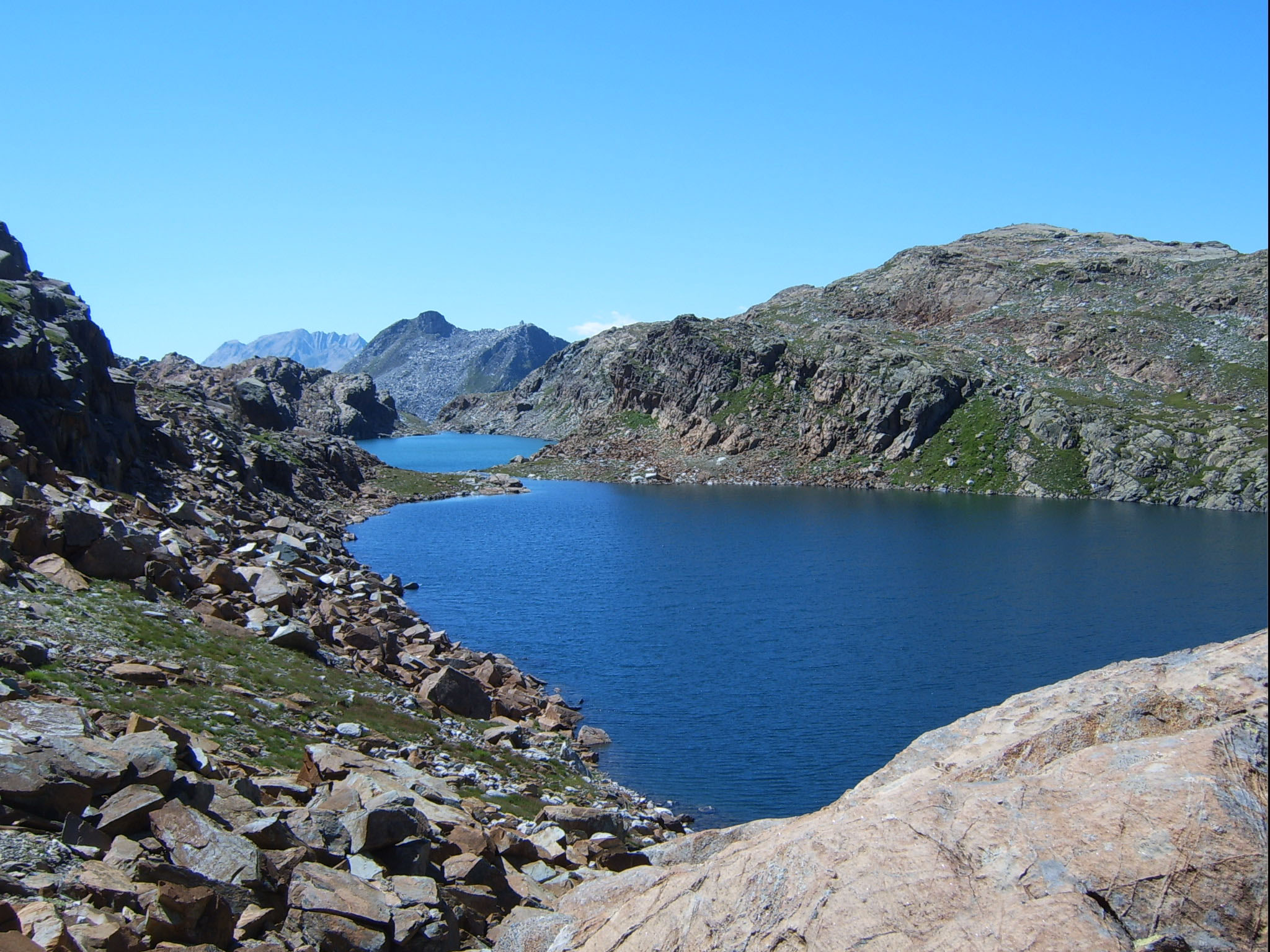
Geisspfadsee von Südosten (2004)
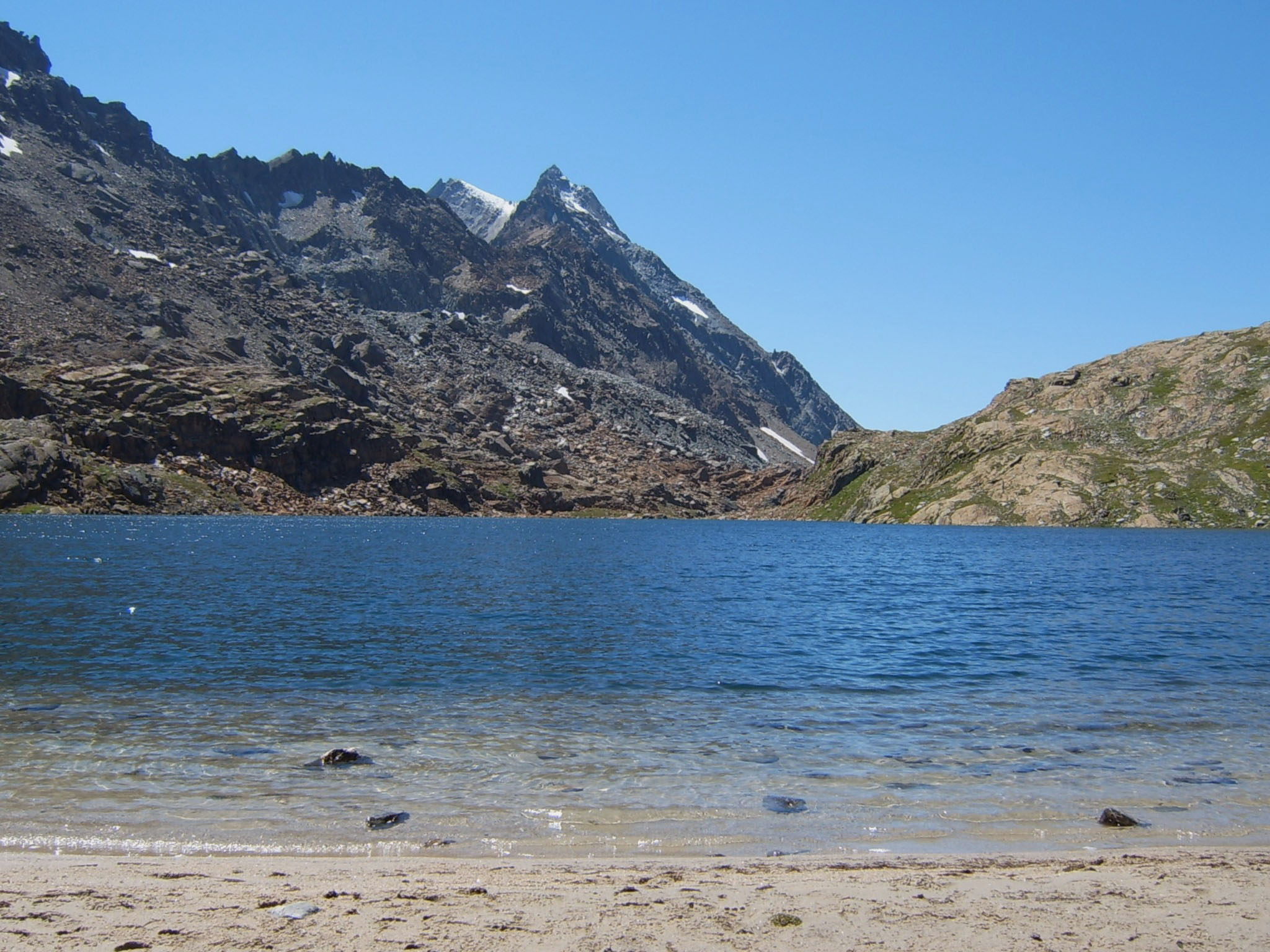
Geisspfadsee von Osten (2004)